# Vietnam en los Juegos Olímpicos de Tokio 2020
Vietnam estuvo representado en los Juegos Olímpicos de Tokio 2020 por un total de 18 deportistas, 10 mujeres y 8 hombres, que compitieron en 11 deportes.
Los portadores de la bandera en la ceremonia de apertura fueron el nadador Nguyễn Huy Hoàng y la atleta Quách Thị Lan. El equipo olímpico vietnamita no obtuvo ninguna medalla en estos Juegos.